# Astove
Astove – atol w archipelagu Aldabra na Oceanie Indyjskim, na Seszelach, leży 38 km na południowy wschód od atolu Cosmoledo.